# Maidu

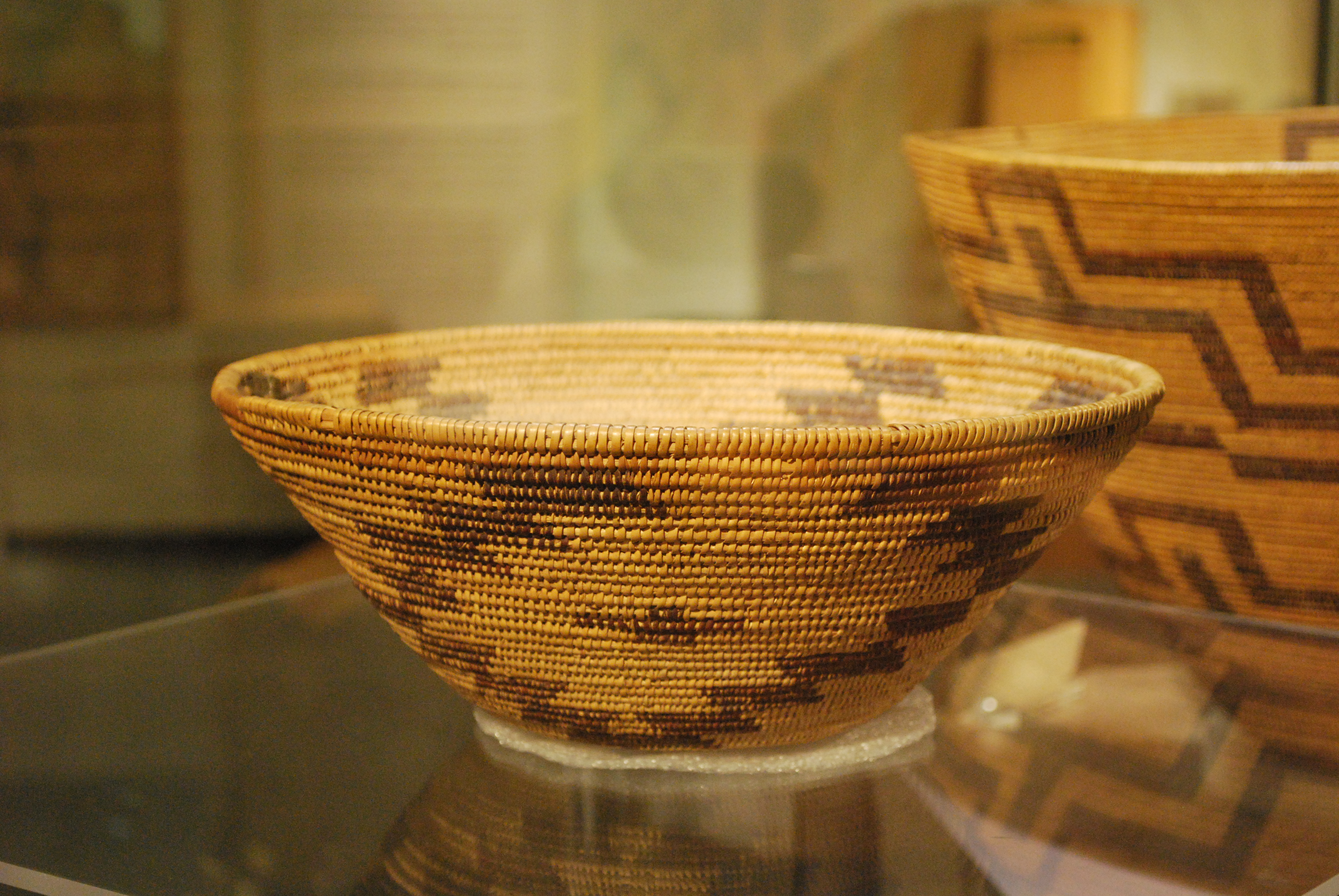
Ein Flechtkorb (coiled basket) der Maidu, spätes 19. Jahrhundert.

Die Maidu sind ein Volk nordamerikanischer Indianer aus dem nördlichen Kalifornien. Sie siedeln in der zentralen Sierra Nevada im Einzugsgebiet des Feather River und des American River, außerdem im Humbug Valley. In der Sprache der Maidu (Maiduan) bedeutet Maidu „Mensch“.

## Klassifikation

Ausdehnung des Maidu-Siedlungsgebietes vor dem Kontakt mit Europäern

Das Volk der Maidu ist durch geografische Gegebenheiten (Täler, Gebirgsausläufer und Berge im nordöstlichen Kalifornien) in vielen Untergruppen verteilt. Es existieren drei Teil-Völker der Maidu:
- Die Nisenan oder Südlichen Maidu besetzten die kompletten Einzugsgebiete von American River, Bear River,  und Yuba River. Sie leben in den Gebieten, in denen zuvor die Martis heimisch waren.[2]
- Die nordöstlichen oder Mountain Maidu, auch als Yamani Maidu bekannt, lebten am Oberlauf des Feather River, und zwar an dessen nördlichen und mittleren Quellflüssen.
- Die Konkow (Koyoom k’awi) kamen ursprünglich aus dem Concow Valley zwischen den Ortschaften Cherokee und Pulga entlang des nördlichen Quellflusses des Feather River und seiner Zuflüsse. Die Mechupda (auch Chico oder Valley Maidu) leben im Gebiet von Chico.

## Demografie

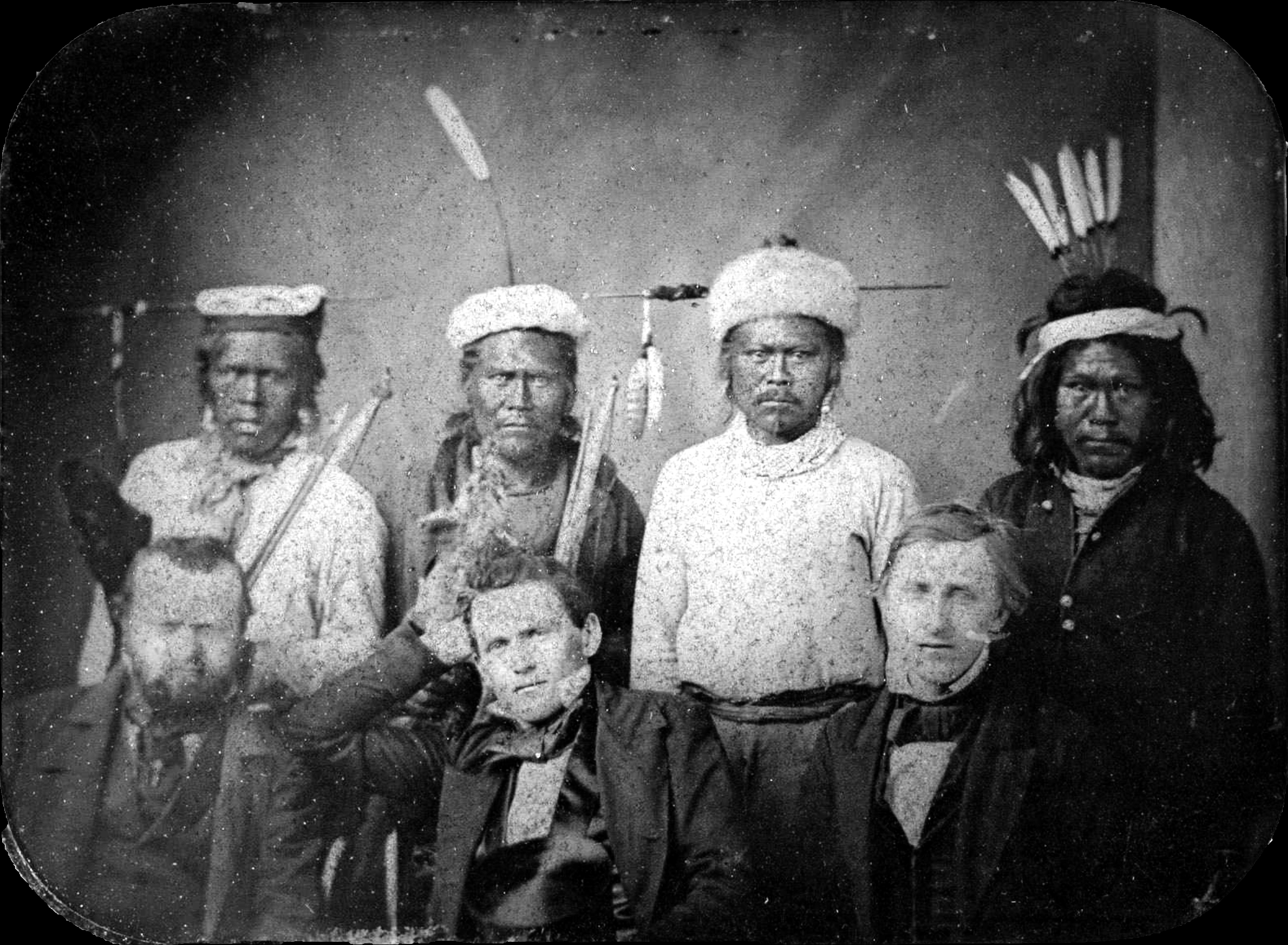
Original-Titel: Maidu-Häuptling mit Verhandlungsführern. Der Verhandlungsführer (Treaty Commissioner) O. M. Wozencraft sitzt vorn in der Mitte. Das Foto wurde am oder um den 1. August 1851 auf Bidwells Ranch am Chico Creek aufgenommen.

Die Schätzungen für die Bevölkerungszahlen indigener Völker in Kalifornien sind höchst variabel. Alfred L. Kroeber schätzte die Anzahl der Maidu für 1770 (einschließlich der Konkow und Nisenan) auf 9.000 Menschen. Sherburne F. Cook erhöhte diese Annahme leicht auf 9.500 Personen.
Kroeber berichtete 1910 über 1.100 Maidu. Der Census von 1930 zählte lediglich 93, wogegen die Gesamtbevölkerung der Maidu 1995 mit 3.500 geschätzt wurde.

## Kultur
Die Maidu waren Jäger und Sammler. 

### Körbe und Korbflechten
Außerdem waren sie beispielhafte Korbflechter, die sehr dekorative und nützliche Körbe herstellten, deren Größe vom Fingerhut bis zu enormen Ausmaßen (mehrere Fuß Durchmesser) rangierte. Die Stiche auf einigen dieser Körbe sind so fein gearbeitet, dass mitunter ein Vergrößerungsglas zur Erkennung benötigt wird. Ergänzend zu dicht geflochtenen, wasserdichten Körben zum Kochen stellten sie große Vorratskörbe, Schüsseln, flache Schalen, Deckel, Wiegen, Hüte und Mörser her. Um die Körbe herzustellen, nutzten sie Sprosse, Rinden, Wurzeln und Blätter von Dutzenden verschiedener Wildpflanzen. Einige der häufiger genutzten waren Farnwurzeln, die rote Rinde von Judasbäumen, die Zweige von Silberweiden und die Wurzeln von Teichbinsen, Yucca-Blätter sowie Wurzeln von braunen Marsch-Gräsern und Seggen. Durch die Kombination dieser verschiedenen Pflanzen konnten sie geometrische Designs in rot, schwarz, weiß, dunkel- oder hellbraun erzeugen. Die Maidu-Älteste Marie Potts erklärt: 

„The coiled and twining systems were both used, and the products were sometimes handsomely decorated according to the inventiveness and skill of the weaver and the materials available, such as feathers of brightly plumaged birds, shells, quills, seeds or beads- almost anything that could be attached.
etwa:Die Flecht- und die Näh-Methode wurden beide verwendet. Die Körbe waren gelegentlich attraktiv gestaltet, abhängig vom Einfallreichtum und der Fähigkeit des Flechters und den ihm zur Verfügung stehenden Materialien, z. B. Federn von leuchtend gefärbten Vögeln, Schalen, Federkielen oder Glasperlen – nahezu alles konnte eingearbeitet werden.“

### Lebensweise

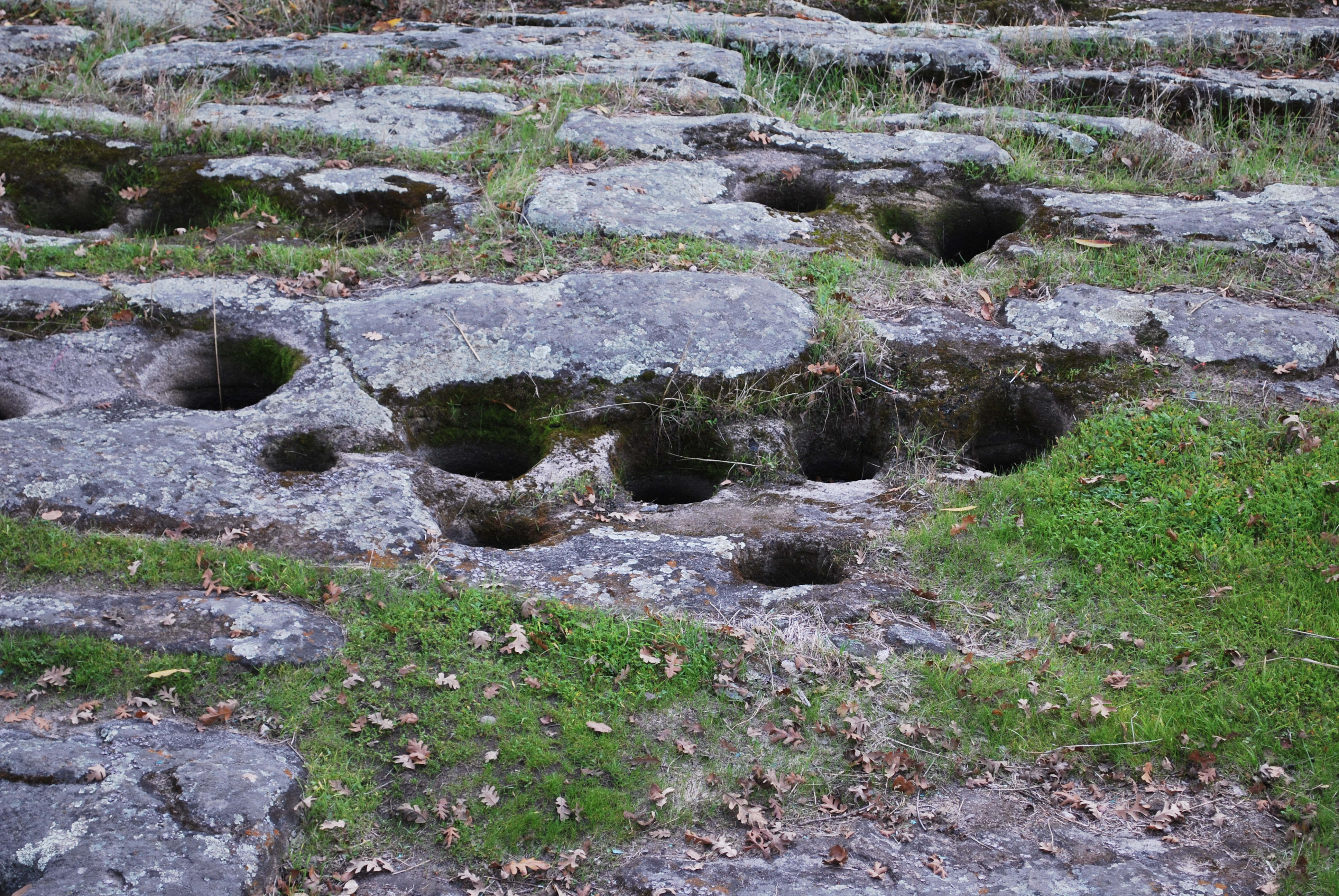
Mörser-Grund im Fels in Flussnähe.

Wie andere Kalifornische Stämme waren die Maidu Jäger und Sammler, jedoch keine Bauern. Sie praktizierten eine Art Plenterwirtschaft durch den Einsatz von Feuer und erzeugten so  Gruppen von Eichen, um die Eichel-Produktion zu maximieren. Eicheln bildeten ihr diätetisches Grundnahrungsmittel, wozu die Älteste Marie Potts ausführt:

„Preparing acorns as food was a long and tedious process that was undertaken by the women and children. The acorns had to be shelled, cleaned and then ground into meal. This was done by pounding them with a pestle on a hard surface, generally a hollowed-out stone. The tannic acid in the acorns was leached out by spreading the meal smoothly on a bed of pine needles laid over sand. Cedar or fir boughs were placed across the meal and warm water was poured all over, a process which took several hours, with the boughs distributing the water evenly and flavoring the meal.
etwa: Die Zubereitung von Eicheln als Nahrungsmittel war ein langwieriger und mühsamer Prozess, der von Frauen und Kindern durchgeführt wurde. Die Eicheln mussten geschält, gereinigt und zu Mehl vermahlen werden. Dies wurde mithilfe eines Stößels auf einer harten Unterlage – meist einem ausgehöhlten Stein – ausgeführt. Die in den Eicheln enthaltenen Tannine wurden ausgewaschen, indem man das Mehl vorsichtig auf einem Bett aus Kiefernnadeln, welche wiederum über Sand gelegt wurden, verteilte. Zedern- oder Fichten-Zweige wurden in das Mehl gesteckt und alles mit warmem Wasser übergossen, ein Vorgang, der viele Stunden in Anspruch nahm. Die Zweige aromatisierten dabei das Mehl.“

Die hohe Verfügbarkeit an Eicheln ermöglichte es, große Mengen für schwere Zeiten aufzubewahren. Dazu nutzten sie ihre Fertigkeiten beim Korbflechten und konstruierten oberirdische Speicher.
Neben Eicheln, die Stärke und Fette lieferten, verfügten die Maidu in einer Umwelt, die reich an – teilweise essbaren – Pflanzen und Tieren war, über weitere Ressourcen. Sie ergänzten ihre Eichel-Diät mit essbaren Wurzeln (wofür sie von europäischen Einwanderern grabende Indianer genannt wurden), Fisch aus den zahlreichen Flüssen und weiteren Pflanzen und Tieren. Sowohl die Samen der vielen Blütenpflanzen als auch die Knollen und Wurzeln vieler Wildblumen lieferten den Unterhalt der Bevölkerung dieser Gebiete. Wilde Pflanzen und Tiere jeglicher Art wurden auch in ihre spirituelle Welt einbezogen. Hirsche, Wapitis und Antilopen wurden wie auch die Vielfalt der kleineren Tiere regelmäßig auf der Jagd erbeutet. Fisch war eine Primärquelle für Protein, beginnend bei wandernden Lachsen und in der Gewissheit, dass lokal vorkommende einheimische Fische das ganze Jahr über Nahrung liefern würden.

### Unterkünfte
Die Wohnbauten der Maidu, vorzüglich die in den höheren Lagen der Hügel und Berge, waren großenteils halb unterirdisch. Diese Häuser bestanden aus ansehnlichen kreisrunden Konstruktionen von 3,5–5,5 m (12–18 ft) Durchmesser, deren Böden etwa einen Meter (3 ft) unter der Erdoberfläche lagen. Nach dem Ausheben des Bodens wurde ein Gerüst aus Stangen errichtet, auf das Platten von Kiefern-Rinde gelegt wurde; den Abschluss bildete eine schwere Erdschicht an der Basis dieser Konstruktion. Ein Feuer auf dem Boden in der Mitte der Hütte in einer steingefassten Grube und ein steinerner Mörser wurden zur Nahrungsbereitung benutzt und waren stets zur Speisung der Familie bereit. Für die Sommer-Unterkünfte wurde eine andere Konstruktion genutzt: Abgeschnittene Äste wurden zusammengebunden und an jungen Bäumen befestigt und mit Reisig und Kot bedeckt. Die Sommer-Hütten wurden stets mit der Öffnung nach Osten gebaut, um die Wärme der aufgehenden Sonne auszunutzen und die Nachmittagshitze zu vermeiden.

### Soziale Organisation
Maidu lebten in Sippen in kleineren Dörfern zusammen ohne zentralisierte politische Organisation. Die Führer wurden üblicherweise aus der Menge der Männer gewählt, die dem lokalen Kuksu-Kult anführten, wobei diese jedoch keine ständige Autorität ausübten, sondern vorrangig dafür verantwortlich waren, interne Streitigkeiten zu klären und alle Dinge zu verhandeln, die zwischen den einzelnen Dörfern ausgemacht werden mussten.

### Religion
Die primäre religiöse Tradition der Maidu drehte sich um den Kuksu-Kult, welcher ein religiöses Kult-System in Zentral-Kalifornien darstellte und auf einer patriarchalen Geheimgesellschaft beruhte, die durch Kuksu- oder Big Head-Tänze charakterisiert waren. Die Maidu-Älteste Marie Potts drückte aus, dass die Maidu monotheistische Leute seien:

„they greeted the sunrise with a prayer of thankfulness; at noon they stopped for meditation; and at sun set they communed with Kadyapam and gave thanks for blessings throughout the day.
etwa: Sie begrüßten den Sonnenaufgang mit einem Gebet der Dankbarkeit; mittags unterbrachen sie ihre Tätigkeiten zur Meditation; und zum Sonnenuntergang hielten sie Zwiesprache mit Kadyapam und dankten für den Schutz während des Tages.“

Eine traditionelle Handlung für die Maidu war der Bear Dance, mit dem die Maidu den Bären im Frühjahr huldigten. Der Winterschlaf der Bären und das Überleben des Winters  symbolisierten für die Maidu Ausdauer, welche spirituell mit den Tieren identifiziert wurde.
Diesem kultischen System hingen neben den Maidu auch die Pomo und die Patwin (zu den Wintun gehörig) an. Später wurden sie von Missionaren zum Wechsel ihrer Religion gedrängt.

### Sprachen
Die Maidu sprachen eine Sprache, die von einigen Autoren den Penuti-Sprachen zugeordnet wurde. Obwohl alle Maidu eine dieser Sprachen sprachen, waren doch Grammatik, Syntax und Vokabular hinreichend verschieden, so dass Maidu – durch große Entfernungen oder geografische Gegebenheiten getrennt – von Reisen durch die nahezu unverständlichen Dialekte abgeschreckt wurden.
Es gab vier grundsätzliche unterschiedliche Zweige der Sprache: Nordöstliches oder Yamonee Maidu (einfach als Maidu bekannt); Südliches Maidu oder Nisenan; Nordwestliches Maidu oder Konkow; Valley Maidu oder Chico.

### Felsbilder
Die Maidu bewohnten Gebiete in der nordöstlichen Sierra Nevada. Dieses Gebiet und die Orte, die sie besiedelten, enthalten viele Beispiele für Felsbilder und Petroglyphen. Es herrscht Unklarheit darüber, ob diese Felsbilder von den Maidu selbst oder ihren Vorgängern stammen. Ungeachtet dessen gliederten die Maidu diese Arbeiten in ihr kulturelles System ein, getreu ihrem Glauben, dass die Artefakte wirkliche Lebensenergie sind, und damit ein integraler Bestandteil ihrer Welt.

## Stämme

### Durch Bundesgesetz anerkannt
- Berry Creek Rancheria of Maidu Indians
- Enterprise Rancheria of Maidu Indians of California
- Greenville Rancheria of Maidu Indians of California
- Mechoopda Indian Tribe of Chico Rancheria
- Mooretown Rancheria of Maidu Indians of California
- Shingle Springs Band of Miwok Indians, Shingle Springs Rancheria (Verona Tract)
- Susanville Indian Rancheria
- United Auburn Indian Community of the Auburn Rancheria

### Nicht durch Bundesgesetz anerkannt
- Honey Lake Maidu Tribe
- KonKow Valley Band of Maidu Indians
- Nevada City Rancheria
- Strawberry Valley Band of Pakan'yani Maidu (auch bekannt als Strawberry Valley Rancheria)[6]
- Tsi Akim Maidu Tribe of Taylorsville Rancheria
- United Maidu Nation
- Colfax-Todds Valley Consolidated Tribe of the Colfax Rancheria
- Nisenan

## Zeitgenössische Künstler
- Dalbert Castro – Nisenan
- Frank Day – Konkow
- Harry Eugene Fonseca – Nisenan
- Judith Lowry – Mountain Maidu
- Frank Tuttle[7] – Konkow
- Janice Gould – Konkow
- Wallace Clark – Koyom’kawi yepom (traditionelle Kunst)
- Jacob A. Meders – Mechoopda-Konkow

## Traditionelle Erzählungen
Die Erzählungen von K’odojapem/World-maker und Wepam/Trickster Coyote sind besonders prominente Traditionelle Erzählungen der Maidu.